# Navalia (scheepswerven)
Navalia waren scheepswerven voor oorlogsschepen op de linkeroever van de Tiber die waren verbonden met het emporium: een kade met marktplaats. De exacte locatie is omstreden, al plaatst Livius ze op bij het Marsveld buiten de Porta Trigemina. Ze moeten oorspronkelijk buiten de stadsmuren hebben gelegen, maar lagen binnen de stadsmuur van keizer Aurelianus.